# 알렉산드라 로치
알렉산드라 로치(Alexandra Roach, 1987년 8월 23일 ~ )는 영국 웨일스의 배우이다.

## 출연 작품
- 헌츠맨: 윈터스 워 (2016)
- 노 오펜스 (2015)
- 유토피아 시즌2 (2014)
- 쿠바 퓨리 (2014)
- 청춘의 증언 (2014)
- 열세 번째 이야기 (2013)
- 유토피아 시즌1 (2013)
- 신데렐라: 트랩 오브 허 (2013)
- 원챈스 (2013)
- 프라이빗 피스풀 (2012)
- 사랑하는 시체들의 밤 (2012)
- 철의 여인 (2011)